# Indobufen
Indobufen (łac. indobufenum) – organiczny związek chemiczny, lek hamujący agregację płytek krwi, stosowany w leczeniu chorób układu krążenia, w których istnieje ryzyko powstawania zatorów.

## Mechanizm działania
Indobufen ma złożony mechanizm działania. Lek blokuje uwalnianie stymulatorów płytkowych – czynnika płytkowego 3 i 4, ADP, β-tromboglobuliny i serotoniny. Indobufen jest również odwracalnym inhibitorem cyklooksygenazy płytkowej. Blokada tego enzymu powoduje zahamowanie syntezy tromboksanu A2. Liczne badania potwierdziły, że indobufen, już po podaniu pierwszej dawki, hamuje syntezę tromboksanu o 95%, nie wydłużając przy tym znacząco czasu krzepnięcia. Wykazano również, że zapobiega on powstawaniu zakrzepów w tętnicy płucnej oraz w przeszczepach naczyniowych. Indobufen wpływa również na erytrocyty, zwiększając ich podatność na odkształcenia, co ma duże znaczenie w przypadku chorób naczyń obwodowych kończyn dolnych.

## Farmakokinetyka
Lek wchłania się z przewodu pokarmowego w 100%, osiągając po ok. 2 godzinach od momentu podania maksymalne stężenie we krwi. Nie stwierdzony, by pokarm wpływał na biodostępność preparatu. Indobufen wiąże się z białkami osocza w ponad 99%, a jego okres półtrwania wynosi 8 godzin. Lek wydalany jest głównie przez nerki, w 75% w postaci skoniugowanego metabolitu (acyloglukoronidu).

## Wskazania
Indobufen stosowany jest w celu zahamowania patologicznie zwiększonej agregacji płytek krwi w chorobach, w których ryzyko powstawania zakrzepów wiąże się z nadmierną aktywnością agregacyjną płytek. Lek stosowany jest m.in. w:
- chorobie niedokrwiennej serca,
- miażdżycy i chorobach naczyń obwodowych związanych z miażdżycą,
- zakrzepicy i zakrzepach żylnych,
- zaburzeniach krążenia mózgowego,
- cukrzycy i hiperlipidemii.

## Przeciwwskazania
Indobufen nie powinien być podawany osobom:
- u których występuje nadwrażliwość na lek lub jakikolwiek inny składnik preparatu,
- z chorobą wrzodową żołądka i dwunastnicy,
- cierpiącym na skazę krwotoczną,
- u których stwierdzono krwotoczne zapalenie żołądka,
- ze znacznym zaburzeniem czynności wątroby lub nerek.

Indobufenu nie należy podawać chorym, u których stwierdzono reakcje alergiczne na kwas acetylosalicylowy lub inne NLPZ.

## Interakcje
Ze względu na to, że indobufen silnie wiąże się z białkami osocza, należy zwrócić uwagę na chorych leczonych lekami hipoglikemizującymi oraz doustnymi lekami przeciwzakrzepowymi z grupy kumaryn (np. warfaryna) lub heparyną. Indobufen może wypierać te preparaty z ich połączeń z białkami, a tym samym nasilać ich działanie.

## Działania niepożądane
Do najczęściej występujących objawów niepożądanych należą te ze strony układu pokarmowego, a mianowicie: zaburzenia dyspeptyczne, biegunka, zaparcie, nudności i wymioty, ból brzucha, wzdęcie. Rzadziej zgłaszano występowanie objawów ubocznych związanych z układem krwionośnym: krwawienia z nosa, jamy ustnej i dziąseł, odbytu, pęcherza moczowego. Może wystąpić również przejściowy wzrost aktywności aminotransferaz, zmniejszenie klirensu kreatyniny, skórne reakcje alergiczne, trombocytopenia.

## Preparaty
- Ibustrin – tabletki 200 mg